# Сава Банковић
Сава Банковић (Баљковац, 1905—1997) био је протојереј-ставрофор Српске православне цркве и политички затвореник СФРЈ.

## Биографија
Рођен је 1905. године у крагујевачком селу Баљковац. Априлски рат 1941. године га је затекао на месту вероучитеља у Алексинцу. Његов отац је стрељан октобра 1941. године у Крагујевцу.
Прота Сава је ухапшен у новембру 1944. године у Врњачкој Бањи, пошто га је претходно Озренски партизански одред осудио на смрт, јер је одбио да им се придружи. Поново је ухапшен 16. децембра 1944. године и одведен у Ниш, где му је војни суд 3. маја 1945. године изрекао смртну пресуду због сарадње са Југословенском војском у Отаџбини. Потом је Виши војни суд у Крагујевцу преиначио пресуду и 21. маја 1945. године га осудио на 15 година робије. Казну је издржавао у Сремској Митровици, заједно са др Стеваном Мољевићем, др Ђуром Ђуровићем, др Војином Андрићем, Бориславом Пекићем, Антонијем Ђурићем...
По изласку из затвора, служио је као свештеник у Бешки. Поново је ухапшен 1973. године и осуђен на шест година затвора, због наводне сарадње са непријатељском емиграцијом и ширења непријатељске пропаганде. Након одслужене казне, живео је као монах у манастиру Мала Раваница на Фрушкој гори.
Умро је 1997. године. Његове записе и сећања из затвора, објавила је издавачка кућа Catena Mundi, а поговор књизи је написао митрополит црногорско-приморски Амфилохије.